# 同志社大学文化情報学部

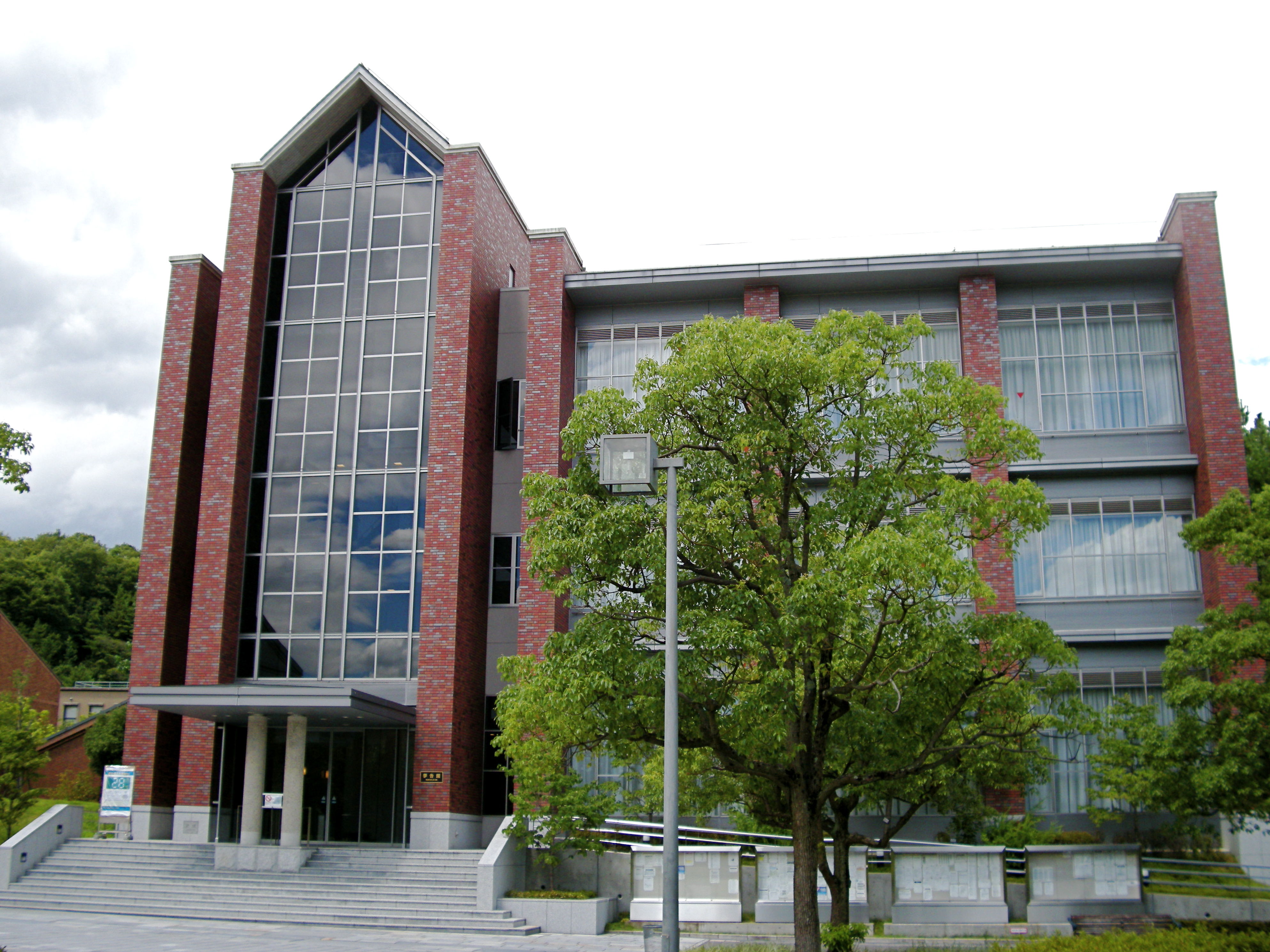
夢告館（京田辺キャンパス）

同志社大学文化情報学部（どうししゃだいがくぶんかじょうほうがくぶ、英称:Faculty of Culture and Information Science）は、同志社大学に設置される文化情報学部である。
キャンパスは京田辺キャンパス。

## 概要
同志社大学文化情報学部は、2005年に同志社大学に設立された学部である。学科としては文化情報学の1学科のみ置かれており、入学定員は294人となっている。
同志社大学文化情報学部は、芸術から経済活動などの社会の動きまで人間の活動のすべてを「文化」と捉え、それに関連するデータを収集し適切な理論で分析していく。そして、従来、自然科学の対象ではなかった「文化」を「データサイエンス」の手法で探究していく学部である。ここでいうデータサイエンスとは、統計科学、数理科学、情報科学を指し、文系と理系の壁を越えた文理融合の力を結集して、問題を解決していくことを目指している。その為、同志社大学文化情報学部は、文系の学生、理系の学生をはじめ、様々な専門分野をもつ教員を集めて、互いに刺激して学び合っていくことを目標にしている。
学生は「文化資源学コース」、「言語データ科学コース」、「行動データ科学コース」、「データ科学基盤コース」の４つのコースから１つを選んで、それぞれ、自分の関心のある専門分野を学んでいく。

## 沿革
- 2005年 同志社大学に文化情報学部文化情報学科設を設置[4]。

## 学科
- 文化情報学科[2]
  - 入学定員294人[2]

## 学部長
- 阪田 真己子

## 協定大学
- デュッセルドルフ大学（ドイツ）

- 高麗大学（韓国）

- 中国人民大学（中国）

- 湖南大学（中国）

- 国立高雄大学（台湾）

- 中央研究院統計科学研究所（台湾）

- 国立中山大学（台湾）

- ニューオリンズ大学（アメリカ）

## 著名な出身者
- 岡崎体育 - シンガーソングライター
- 伊藤友見 - NHK徳島放送局契約キャスター

## 交通アクセス
京田辺キャンパス
所在地：京都府京田辺市多々羅都谷1-3
- 近鉄電車「興戸駅」から徒歩15分

- 近鉄電車「新田辺駅」からバス・タクシーで10分

- 近鉄電車「三山木駅」からバスで7分

- JR学研都市線「同志社前駅」から徒歩10分